# 郭春原
郭春原（1915年—2013年6月11日），男，直隶（今河北）蠡县人，中华人民共和国政治人物，曾任天津市人民委员会副市长，天津市革命委员会副主任，中共天津市委书记（时有第一书记）。